# 八百富神社
八百富神社（やおとみじんじゃ）は、愛知県蒲郡市竹島町にある神社。「竹島弁天」ともいう。日本七弁天の一つとされる。

## 概要
蒲郡市沖の三河湾にある竹島に鎮座する。竹島全域が八百富神社の境内である。竹島は対岸とは僅か400mしか離れていないのだが、暖地性の植生であり、対岸の植物相とは大きく異なるという特異的な環境である。このため、1930年（昭和5年）、竹島八百富神社社叢として国の天然記念物に指定されている。竹島へは長さ387mの竹島橋で向かう。

## 概略
- 1181年（養和元年） - 三河国国司である藤原俊成が、竹生島より勧請し創建したという。
- 1725年（享保10年） - 三河国国府村（現在の豊川市国府町）に移転していた宇賀神社が、元々鎮座していた八百富神社境内に再移転する。
- 1915年（大正4年） - 海上の大鳥居が完成する。
- 1932年（昭和7年） - 名古屋の繊維問屋（現在のタキヒヨー）の主（五代目：瀧信四郎）が自費で橋（竹島橋）をかけ蒲郡町（現在の蒲郡市）に寄付する。これにより参拝が容易となった。
- 1986年（昭和61年） - 現在の竹島橋が完成する。

## 祭神
- 市杵島姫命

## 境内社

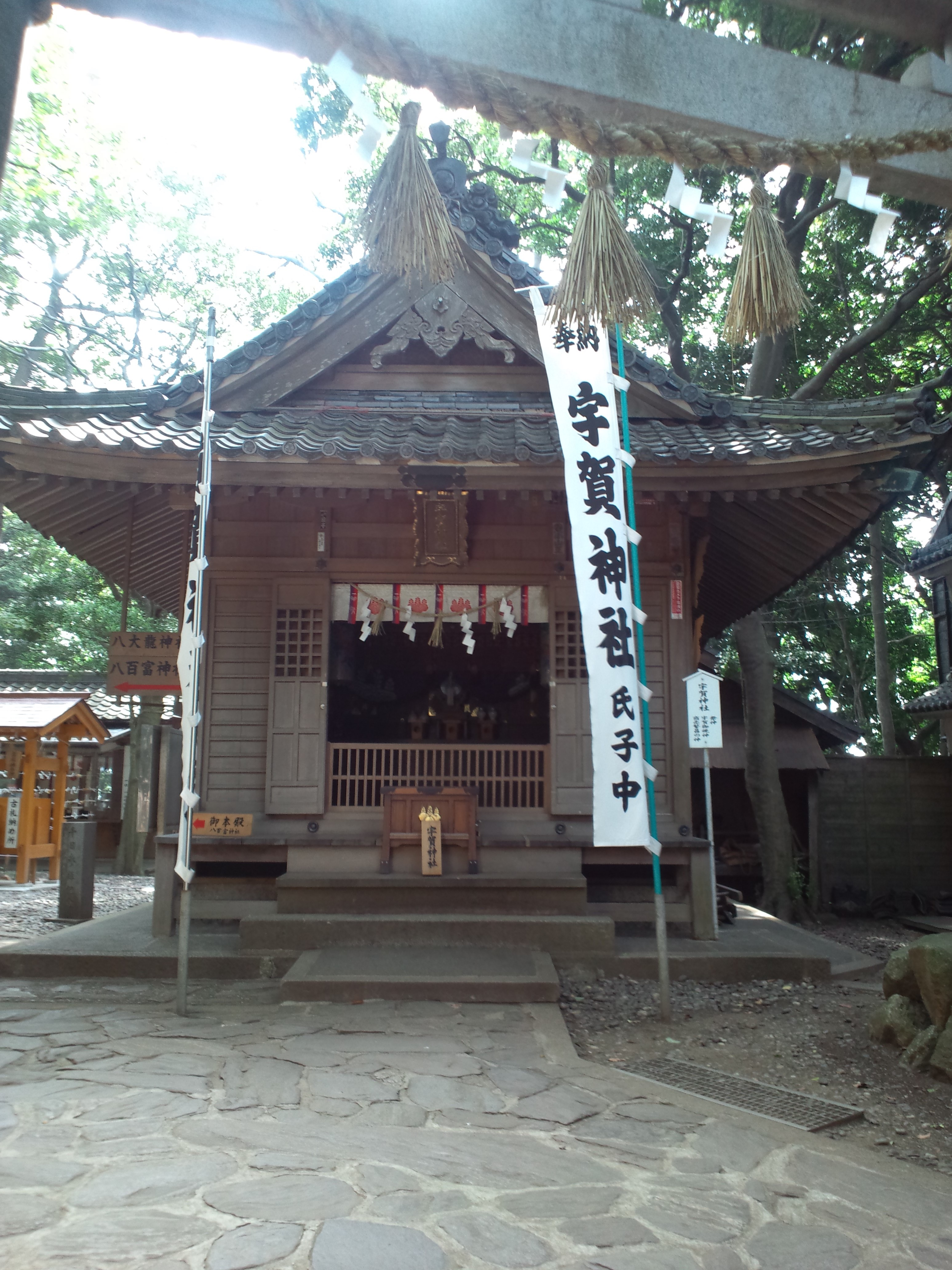
宇賀神社

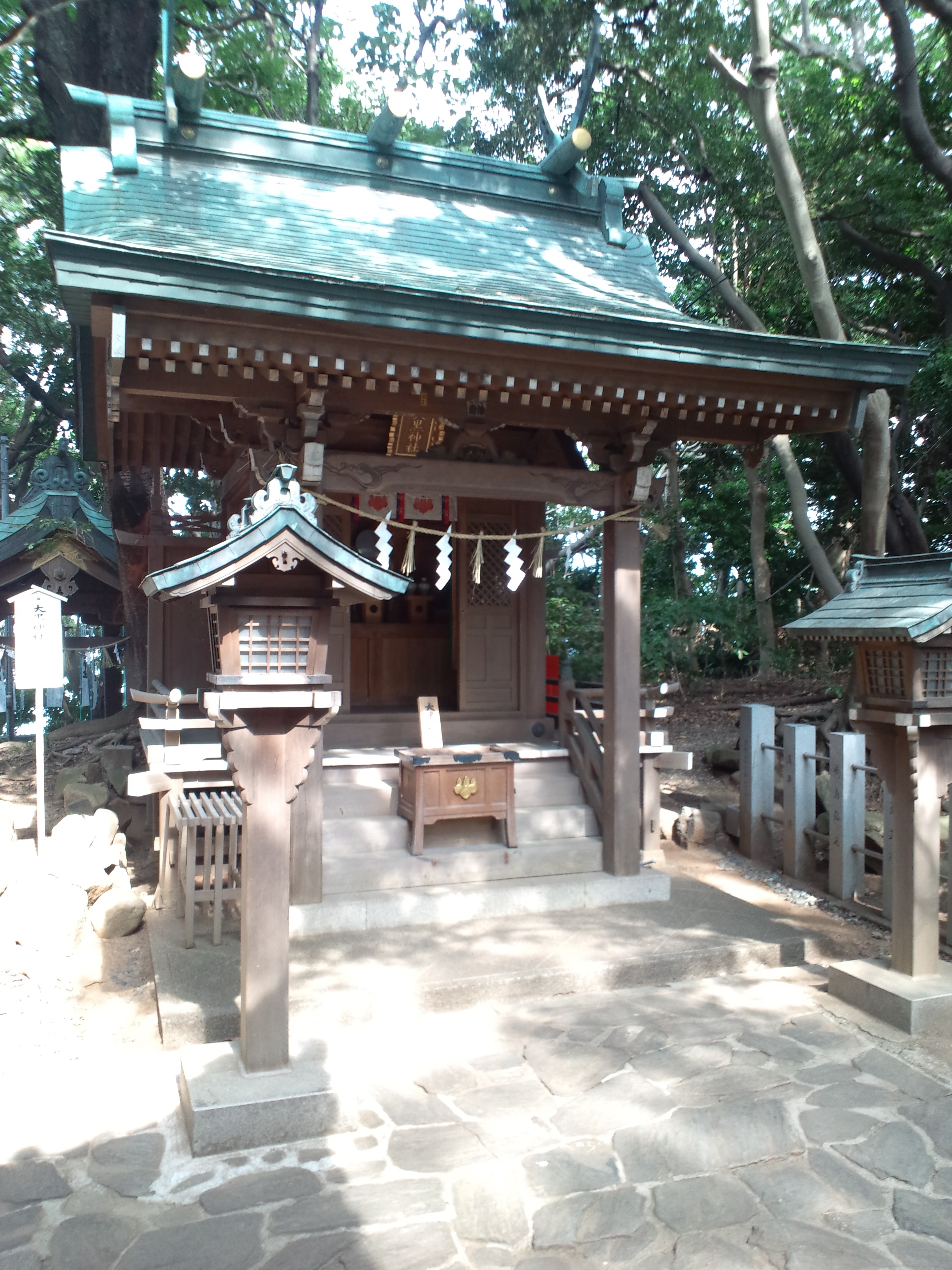
大黒天神社

- 宇賀神社

祭神は宇賀御魂命。
- 大黒神社

祭神は大国主命。
- 千歳神社

祭神は藤原俊成。
1931年（昭和6）年10月28日に鎮座。鎮座祭には皇太后から菓子を下賜され、秩父宮妃と高松宮妃から和歌を贈られた。祭神の末裔である伯爵冷泉為系が祭主を務め、同族として子爵入江為守や伯爵清閑寺経房、また伯爵大原重明や御歌所寄人の千葉胤明らが参列した。
- 八大龍神社

祭神は龍神。

## 文化財
天然記念物（国指定）
- 八百富神社社叢

蒲郡市指定文化財
- 弁財天十五童子像[4]
- 俊成卿画像 土佐光芳筆[4]
- 伯牙子期図絵馬 狩野安信筆[4]
- 木造弁財天像[4]
- 五条三位俊成卿筆加賀切[4]
- 竹島参詣滑稽雛栗毛[4]

## 境内の画像

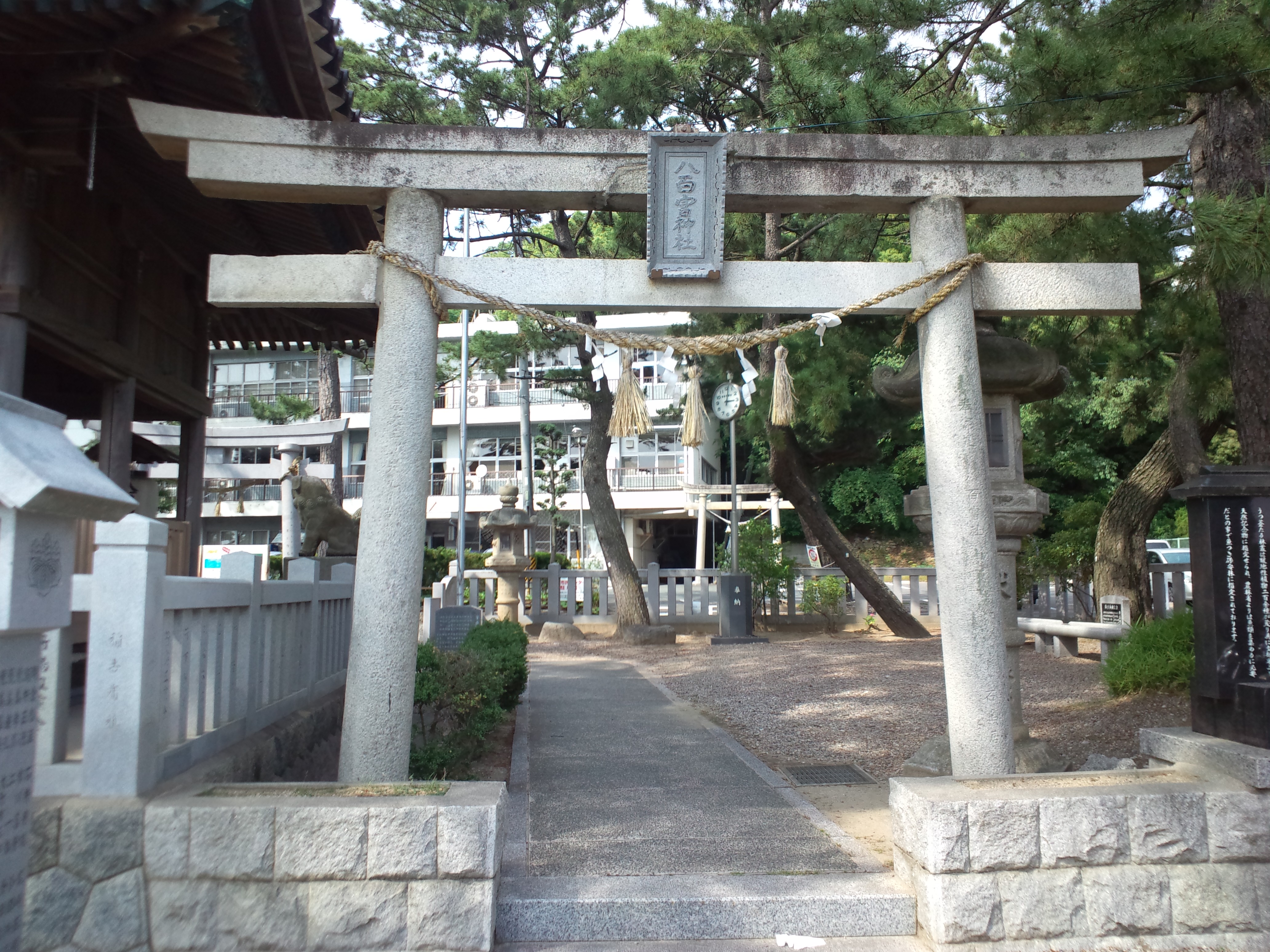
篠津遥拝所 石鳥居
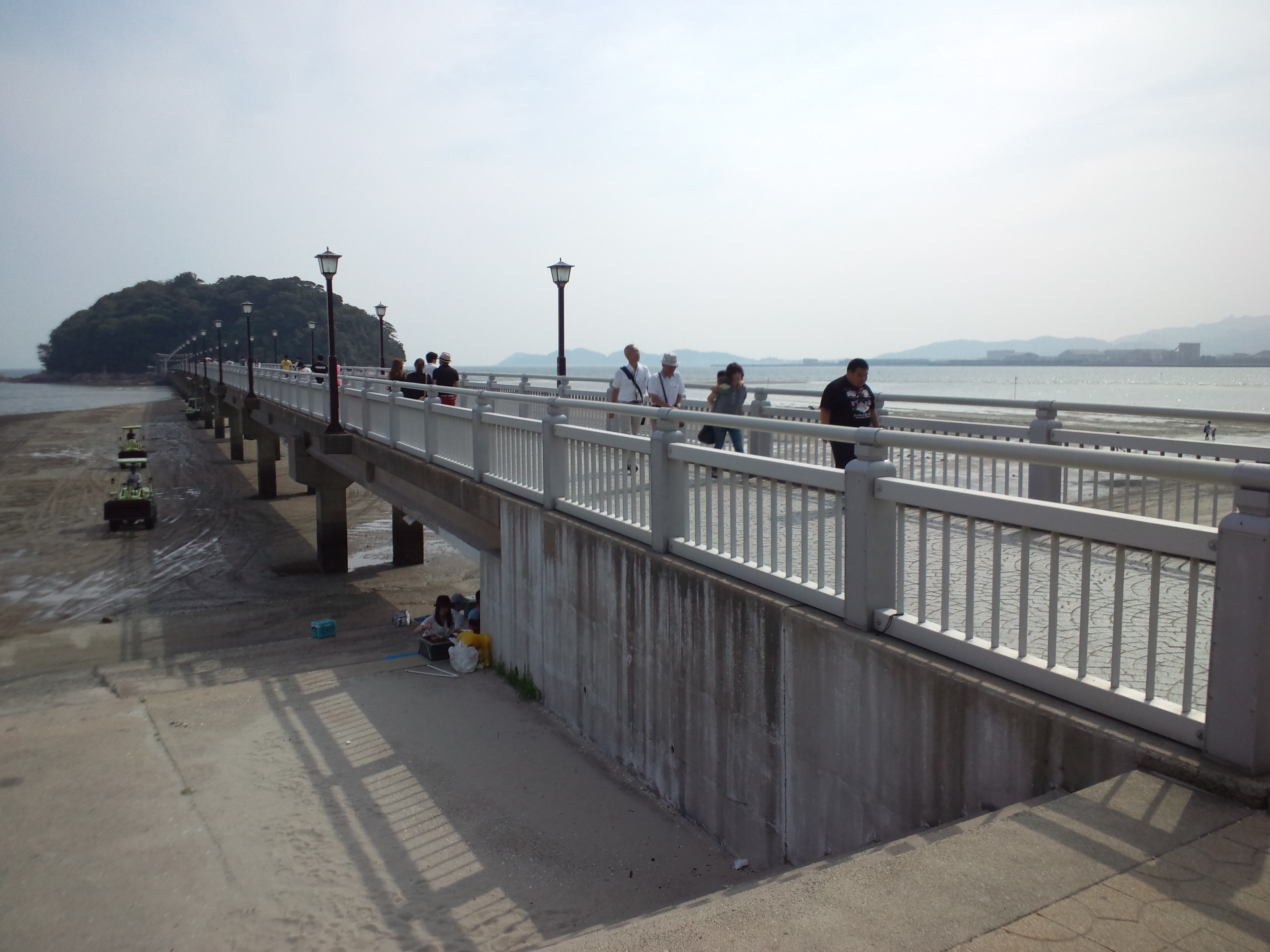
竹島橋
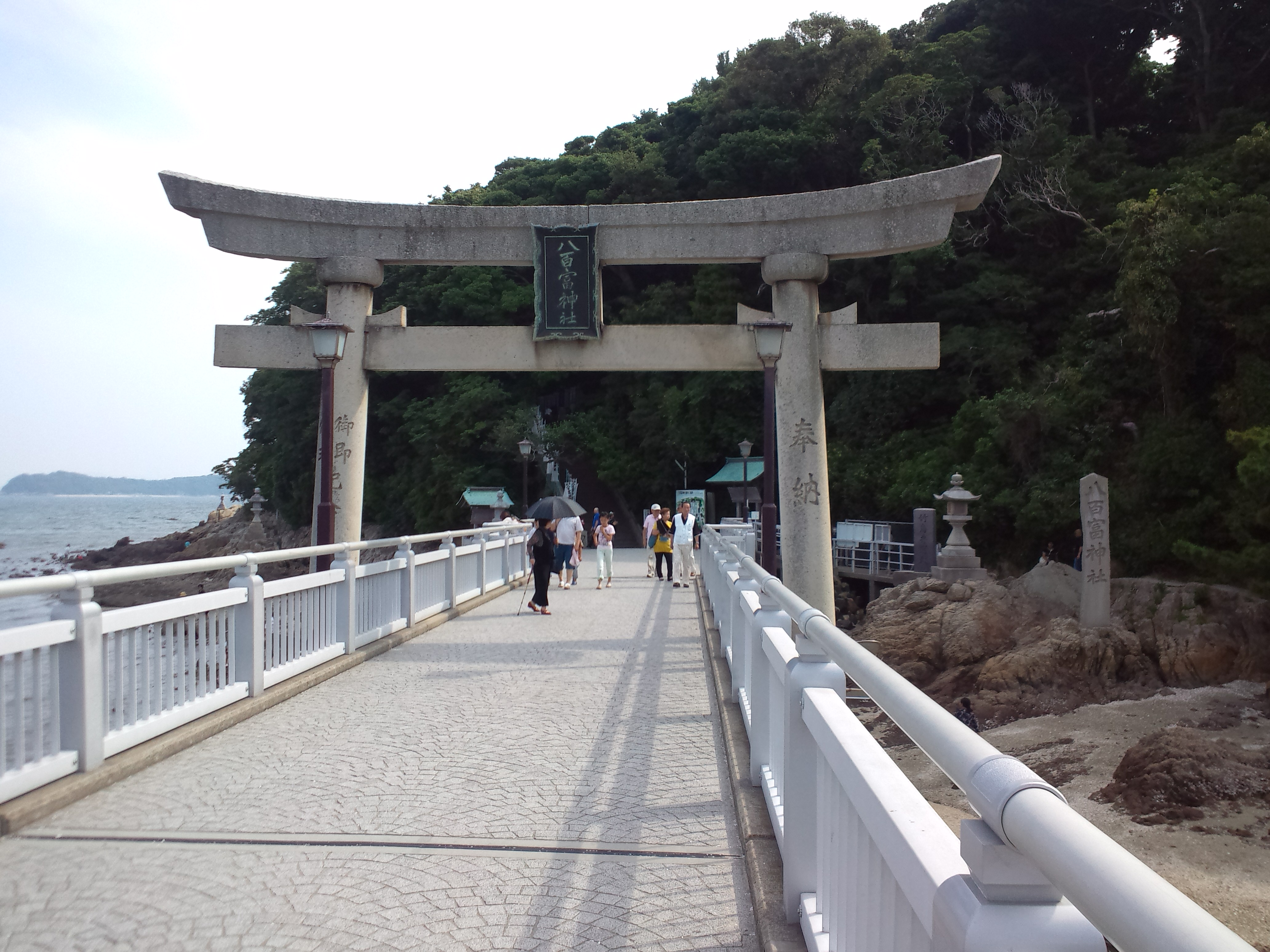
入口石鳥居
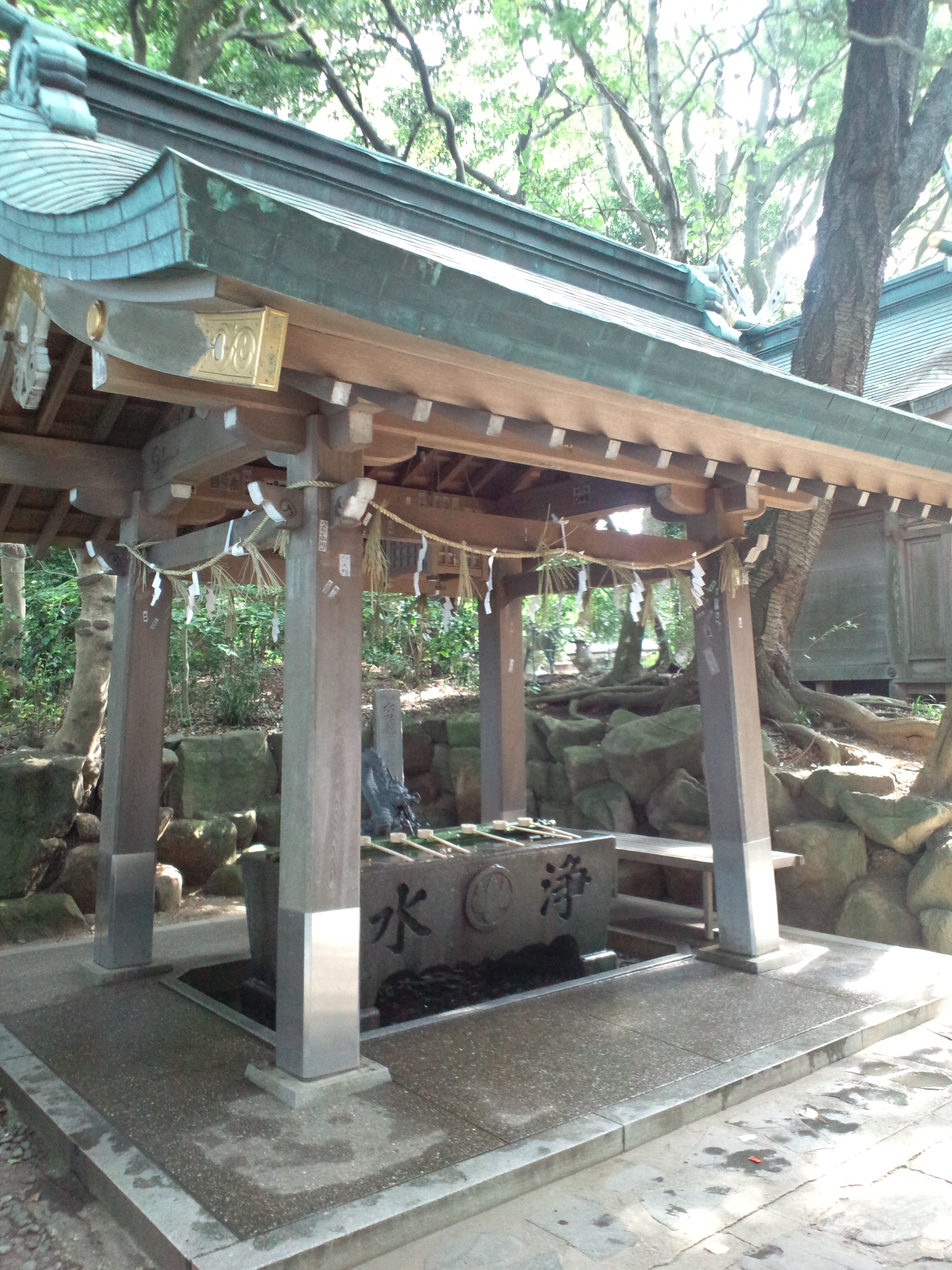
手水舎
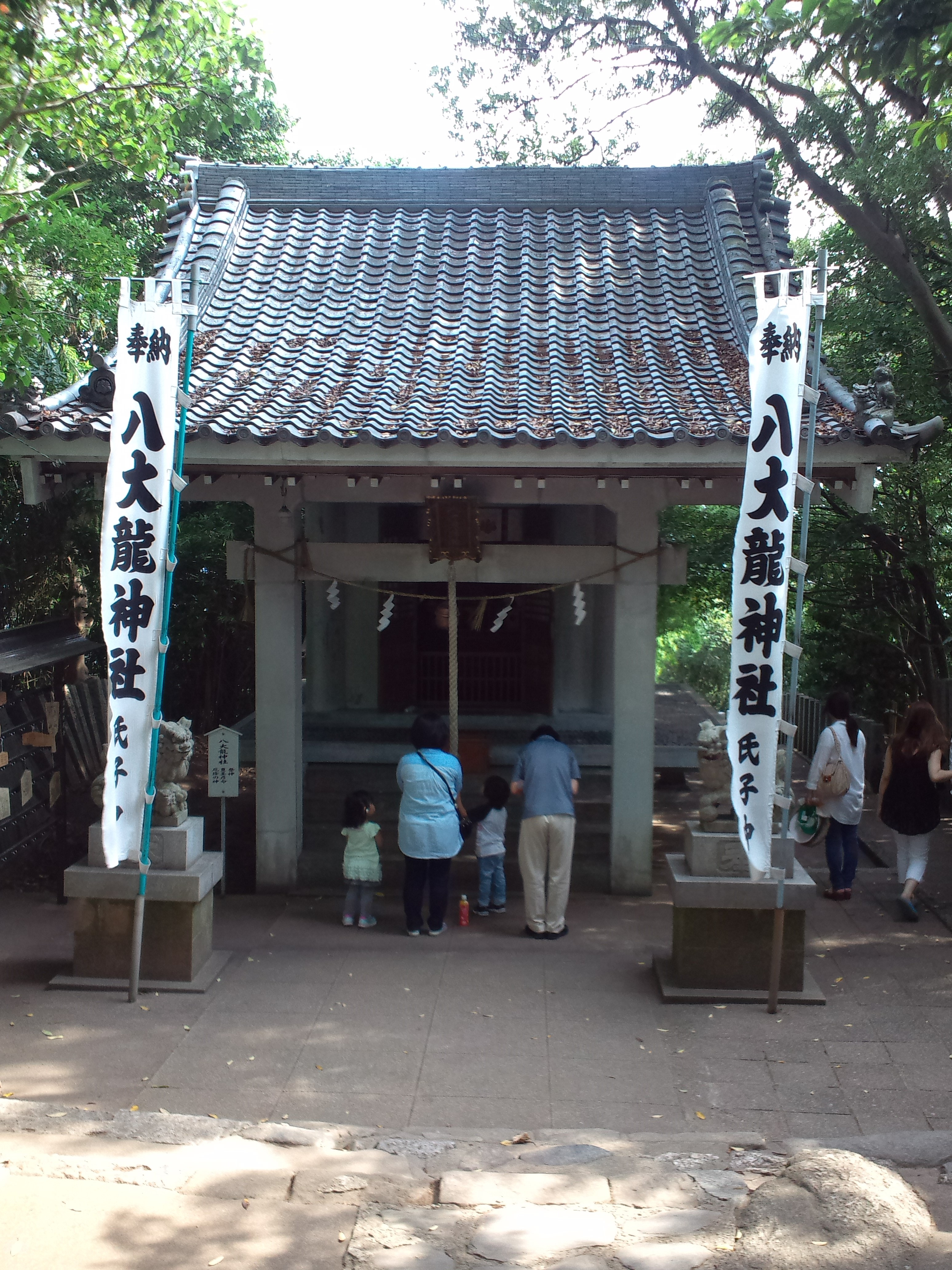
八大龍神社（境内社）

## 所在地
- 愛知県蒲郡市竹島町3-15

## 交通機関
- JR東海道本線・名鉄蒲郡線 蒲郡駅より約2km。
- 名鉄バス「竹島遊園」バス停下車、徒歩で約5分。